# Čagang
Provincie Čagang (korejsky 자강도 – 慈江道; Čagang-do) je provincie Severní Koreje ležící na severu státu u hranice s Čínskou lidovou republikou, od které je oddělena řekou Amnokkang. V rámci Severní Korey sousedí na východě s Rjanggangem, na jihovýchodě s Jižním Hamgjongem, na jihu s Jižním Pchjonganem a na jihozápadě se Severním Pchjonganem. Celá provincie má rozlohu 16 613 čtverečních kilometrů, v roce 2008 v ní žilo 1,3 milionu obyvatel a její hlavní město je Kanggje, nicméně nejrozvinutějším městem je Huičchon.
Provincie je bohatá na přírodní zdroje, v rámci Severní Korey má nejvýznamnější ložiska olova, zinku, zlata, mědi, molybdenu, wolframu, antimonu, grafitu, apatitu, alunitu, vápence, antracitu a železa.
Administrativně se Čagang dělí na tři města (Kanggje, Huičchon, Manpcho) a 15 okresů.